# Bycznik
Bycznik (Typhaeus typhoeus) – gatunek chrząszcza z rodziny gnojarzowatych. Zamieszkuje Europę od Półwyspu Iberyjskiego po część środkowo-wschodnią oraz Afrykę Północną. Zarówno larwy, jak i postacie dorosłe są koprofagami, żerującymi na odchodach zwierząt roślinożernych. Postacie dorosłe aktywne są jesienią i wiosną, a często też zimą. Budują dochodzące do półtora metra głębokości gniazda, w których rozwijają się larwy.

## Taksonomia
Gatunek ten opisany został po raz pierwszy w 1758 roku przez Karola Linneusza w dziesiątym wydaniu Systema Naturae pod nazwą Scarabaeus typhoeus. W 1815 roku William Elford Leach utworzył nowy rodzaj Typhaeus wyznaczając jego gatunkiem typowym Typhaeus vulgaris, który później zsynonimizowano z Scarabaeus typhoeus. W 1911 roku Antoine Boucomont podał zmienioną nazwę rodzajową Typhoeus, stąd w literaturze XX-wiecznej gatunek ten pojawia się nierzadko pod błędną kombinacją Typhoeus typhoeus.
Zarówno nazwa rodzajowa, jak i epitet gatunkowy nawiązują do Tyfeusa, postaci z mitologii greckiej, który po próbie zdobycia Olimpu został rażony piorunem i strącony na dno wulkanu Etny, skąd może wywoływać trzęsienia ziemi. Z kolei jedna z synonimicznych nazw rodzajowych, Minotaurus, nawiązuje do Minotaura, postaci z mitologii greckiej o głowie byka.

## Morfologia

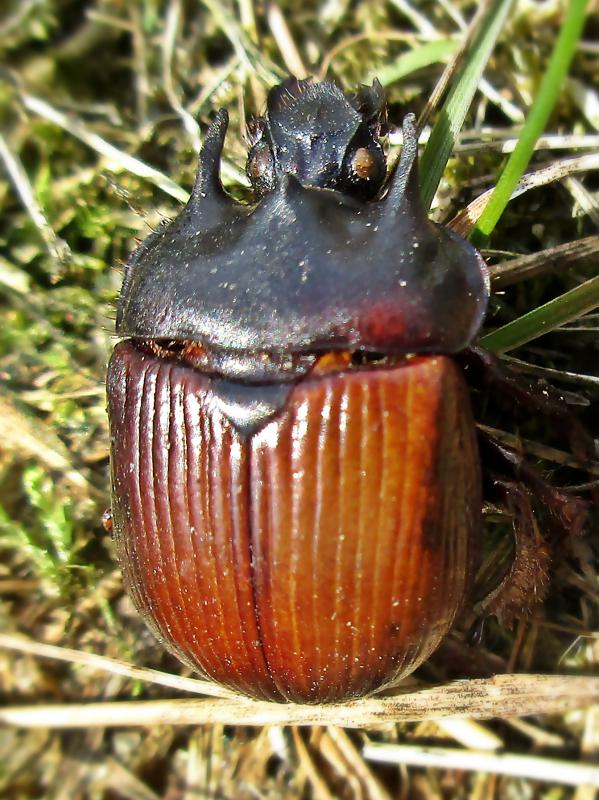
Samiec formy o jaśniejszych pokrywach

Chrząszcz o ciele długości od 10 do 24 mm. Samica pokrojem przypomina inne gnojarzowate, samiec zaś wyróżnia się trzema rogami na przedpleczu, z których dwa boczne przywodzą na myśl te występujące u byka bydła domowego – cesze tej zawdzięcza gatunek nazwy zwyczajowe w licznych językach, w tym polską bycznik oraz angielską minotaur beetle. Ubarwienie ma zwykle w całości błyszcząco czarne, rzadziej trafiają się osobniki czarne z czerwonobrunatnymi pokrywami.
Głowa ma trójkątnie załamany szew czołowy oraz podłużne żeberko biegnące przy nadustku. Przednia część nadustka uniesiona jest ku górze, a aparat gębowy skierowany jest ku przodowi. Duże oczy od strony zewnętrznej całkowicie odgranicza występ policzka (canthus). Czułki buduje 11 członów, z których trzy ostatnie są równych rozmiarów i formują kulistą, matową buławkę.
Przedplecze ma duże, rozproszone punkty po bokach, w pozostałej części jest niepunktowane. Jego budowa wykazuje znaczny dymorfizm płciowy. Samce mają na przedpleczu trzy wyrostki (rogi). Dwa boczne są długie, skierowane ku przodowi, często zaopatrzone w tępy ząbek na górnej krawędzi i leżą przed szeroko zaokrąglonymi kątami przednimi. Środkowy wyrostek jest mniejszy i skierowany bardziej ku górze. Zdarzają się również samce o rogach słabiej wykształconych. Samice mają przedplecze o kątach przednich ostrych, pozbawione rogów, zamiast tego wyposażone w poprzeczne żeberko na przedzie i dwa małe guzki po jego bokach. Pokrywy mają punktowane rzędy i stosunkowo silnie wypukłe, pozbawione punktowania międzyrzędy. Odnóża tylnej pary mają na zewnętrznych powierzchniach goleni po cztery poprzeczne listwy.

## Ekologia i zachowanie

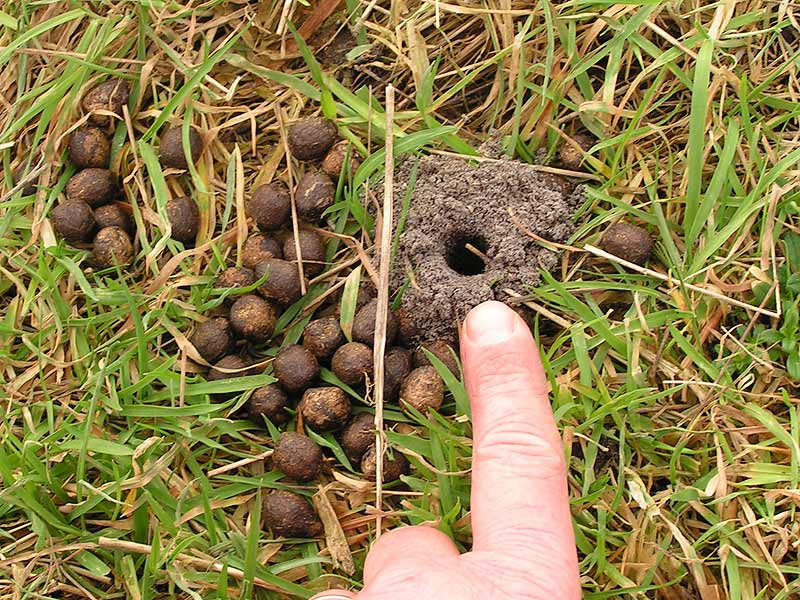
Wejście do nory

Owad ten zamieszkuje ciepłe stanowiska o lekkiej, chętnie piaszczystej glebie, głównie na terenach nizinnych. Bytuje najczęściej w widnych borach sosnowych, wrzosowiskach, pastwiskach, polanach i pobliskich łąkach. Fenologicznie należy do gatunków jesienno-wiosennych (z dwoma szczytami pojawu – jesienią i wiosną). Postacie dorosłe pojawiają się najwcześniej we wrześniu i spotyka się je najdalej do czerwca; aktywne bywają również zimą. Stadium zimującym są zarówno larwy, jak i osobniki dorosłe
Zarówno larwy jak i postacie dorosłe byczników są koprofagami, żerującymi na odchodach zwierząt roślinożernych. Preferuje odchody królika europejskiego i zajęcy, ale żeruje też na ekskrementach sarny europejskiej, jelenia szlachetnego, owcy domowej, a rzadko bydła i koni.
Cykl życiowy zamyka się w dwóch latach. Gody odbywają się jesienią i wiosną, a przy niezamarzniętej wierzchniej warstwie gleby trwać mogą zimą. Oboje rodzice wykazują troskę o potomstwo. Najpierw kopią gniazdo o głębokości od 1 do 1,5 metra – najgłębsze spośród środkowoeuropejskich gnojarzowatych. Składa się ono z pionowego korytarza głównego oraz odchodzących od niego tuneli bocznych zakończonych komorami lęgowymi. Wejście do gniazda jest okrągłe i ma średnicę 10–14 mm. Jaja składane są na dnie komór,  po czym przykrywane są warstwą gleby o grubości 1–2 cm. Rodzice razem dostarczają do gniazda kulki odchodów, przy czym samiec toczy je po powierzchni, a samica spycha do komór lęgowych. Wylęgnięte larwy samodzielnie przekopują się do zapasów pożywienia. Przepoczwarczenie następuje w gnieździe.
Aktywne zimą byczniki padają ofiarą uszatki zwyczajnej. Sowy te prawdopodobnie zbierają żuki krocząc po ziemi, wykorzystując zmysł wzroku, inaczej niż w przypadku większości swoich ofiar.

## Rozprzestrzenienie i zagrożenie
Gatunek zachodniopalearktyczny. Jest jedynym przedstawicielem rodzaju występującym w Europie. Na kontynencie tym znany jest z Portugalii, Hiszpanii, Andory, Irlandii, Wielkiej Brytanii, Francji (w tym z Korsyki), Belgii, Luksemburga, Holandii, Niemiec, Szwajcarii, Liechtensteinu, Austrii, Włoch (w tym z Sardynii i Sycylii), San Marino, Danii, południowej Szwecji, Polski, obwodu królewieckiego, Czech, Rumunii, Chorwacji oraz Bośni i Hercegowiny. Poza Europą podawany jest z północnego Maroka.
W Polsce gatunek ten ma wschodnią granicę zasięgu, a obszar jego występowania nawiązuje do zasięgu klimatu atlantyckiego. Na „Czerwonej liście zwierząt ginących i zagrożonych w Polsce” oraz na „Czerwonej liście chrząszczy województwa śląskiego” umieszczony jest ze statusem gatunku bliskiego zagrożenia (NT). Do niedawna znany był w Polsce z nielicznych, izolowanych stanowisk i uznawany był za gatunek rzadki i wymierający. W 2001 roku objęty został ścisłą ochroną gatunkową, jednak w 2004 roku ochrona została z niego zdjęta. Od przełomu XX i XXI wieku podawane są liczne nowe stanowiska tego chrząszcza w Polsce, często zasiedlone przez liczebne populacje, co ma prawdopodobnie związek z ocieplaniem się klimatu.
W Niemczech gatunek ten jest objęty ścisłą ochroną gatunkową. Na „Czerwonej liście gatunków zagrożonych Republiki Czeskiej” umieszczony został ze statusem krytycznie zagrożonego wymarciem (CR). Na Słowacji jest już gatunkiem wymarłym.